# Осткапелле
Осткапелле (нід. Oostkapelle) — село в нідерландській провінції Зеландія. Входить до муніципалітету Вере.
Його площа становить 15,97 км², а населення станом на 2021 рік складало 2 325 осіб.
Перша згадка про населений пункт датується 1162 роком.
До 1966 року мало статус окремого муніципалітету.

## Галерея

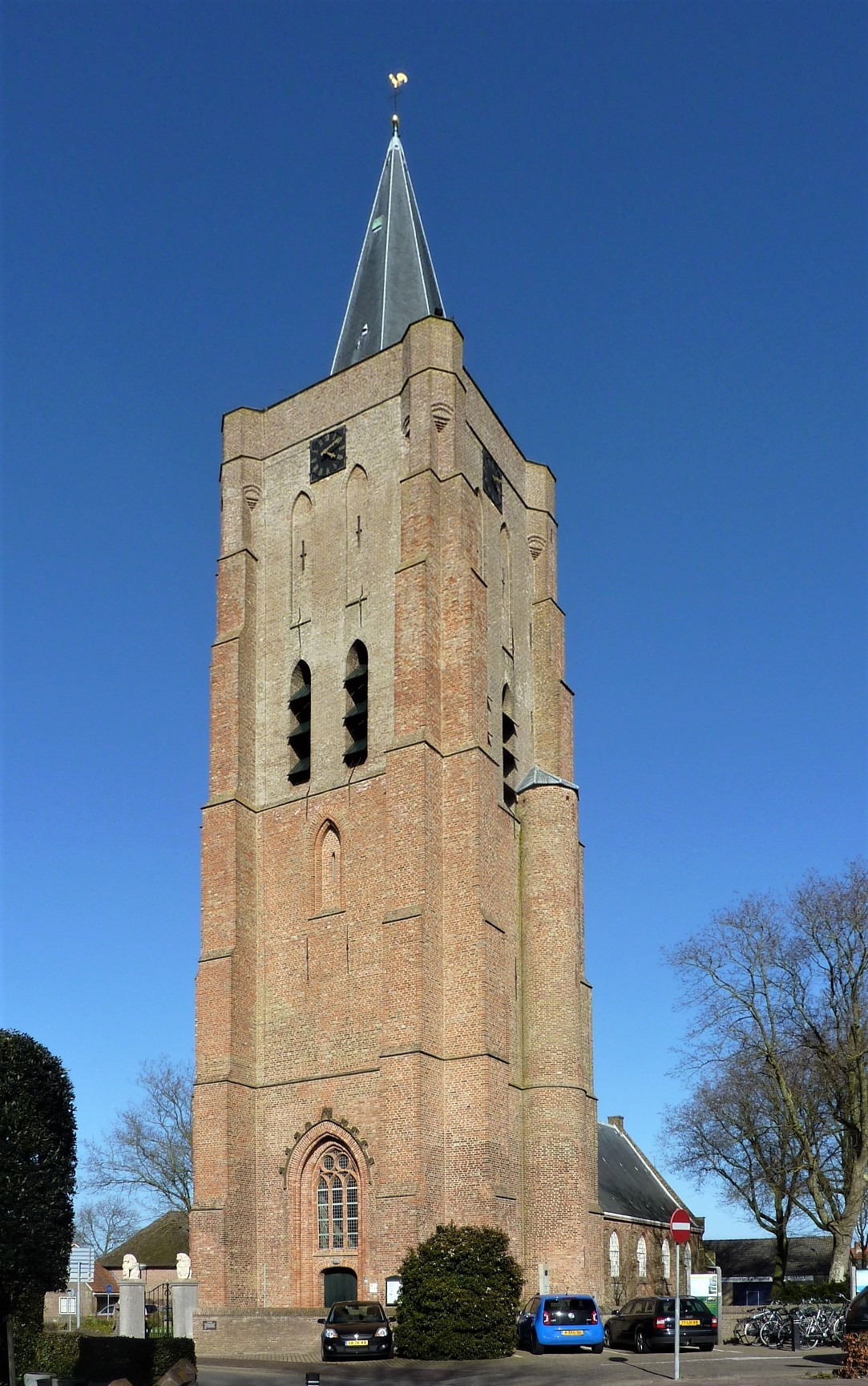
Вежа протестантської церкви
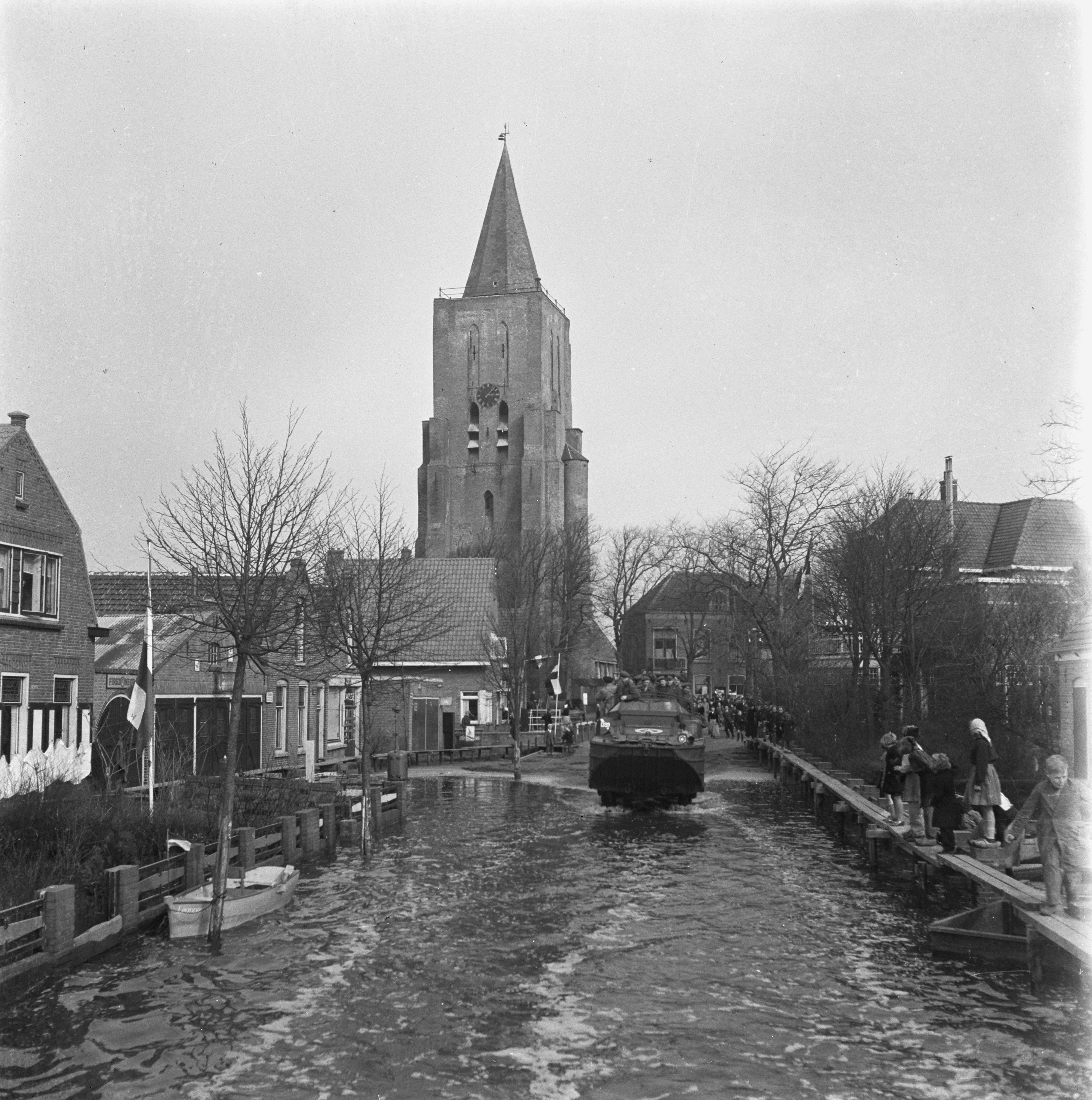
Візит королеви Вільгельміни під час повені у селі (березень 1945)
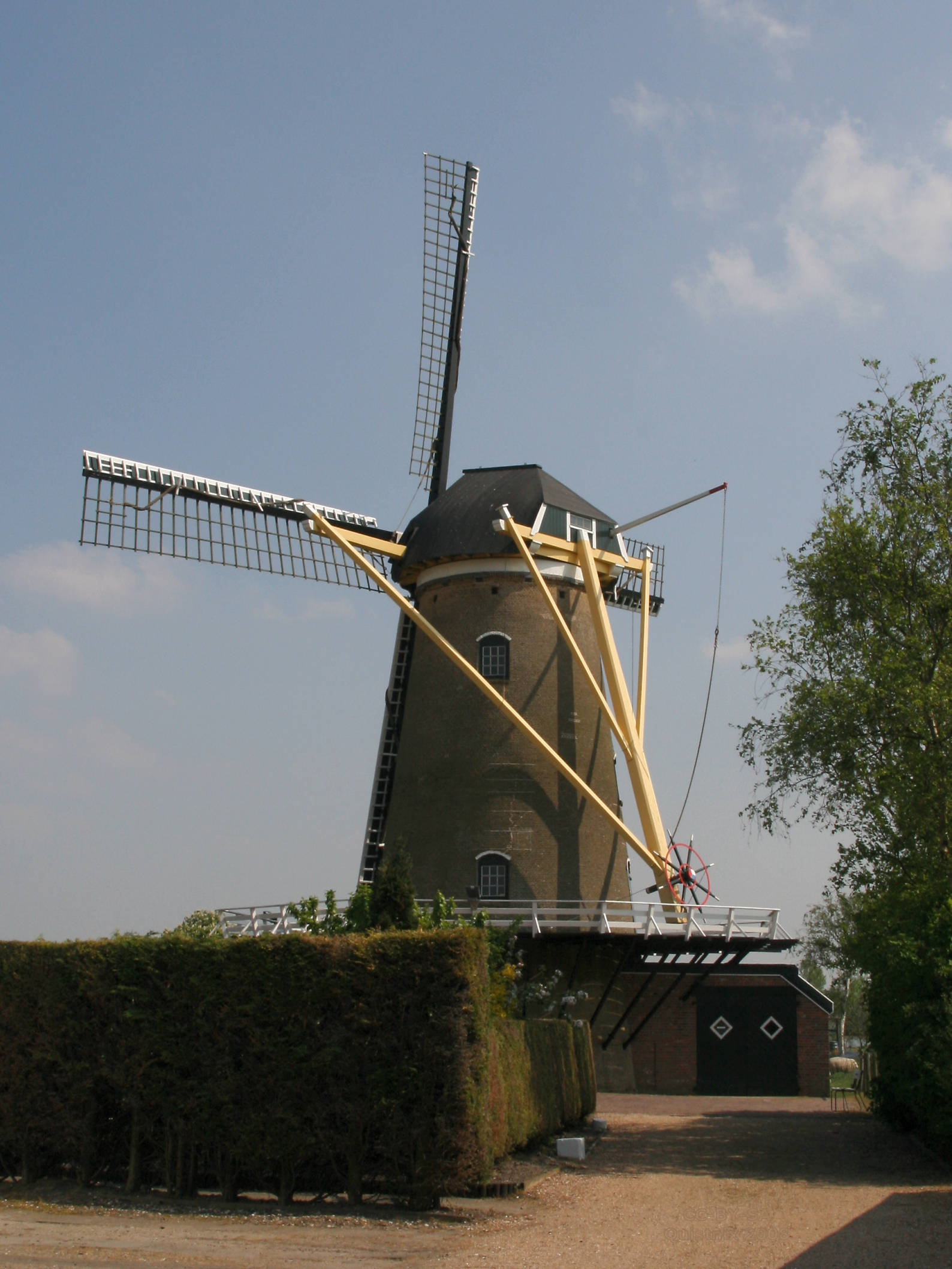
Вітряк d'Arke
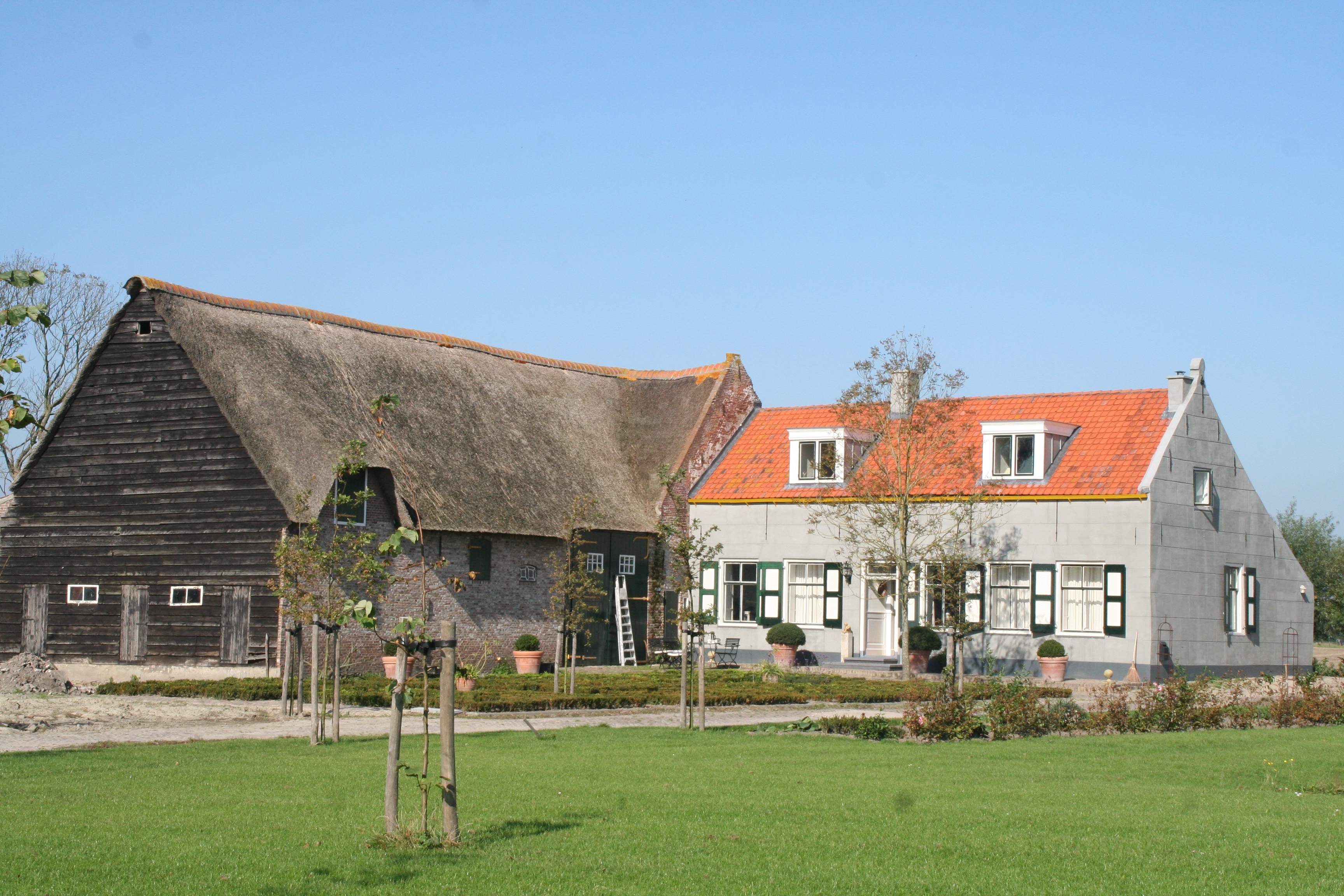
Ферма Cranestein